# John Power (muzyk)
John Power (ur. 14 września 1967 w Liverpoolu) – brytyjski muzyk, gitarzysta, piosenkarz i autor piosenek. Były lider grupy Cast.

## Życiorys
Karierę rozpoczął jako gitarzysta basowy w grupie The La’s. Wydał z nią jeden album i kilka singli, w tym wielki przebój There She Goes.
Po odejściu z The La’s, w 1993 roku założył zespół Cast, w którym śpiewał, grał na gitarze i pisał piosenki. Do 2002 roku grupa wydała 4 albumy.
Po rozpadzie Cast, skoncentrował się na karierze solowej. Wydał 3 płyty długogrające. Ponadto w 2005 roku wziął udział w trasie koncertowej The La’s. 

## Dyskografia
- Happening For Love (2003)
- Willow She Weeps (2006)
- Stormbreaker (2008)